# 가게야마 겐지
가게야마 겐지(일본어: 景山 健司, 1980년 4월 2일 ~ )는 일본의 전 축구 선수이다.

## 구단 경력
과거 카탈레 도야마에서 활동하였다.